# Ордуей
Ордуей (на английски: Ordway) е град в окръг Краули, щата Колорадо, САЩ. Ордуей е с население от 1248 жители (2000) и обща площ от 2 km². Намира се на 1314 m надморска височина. ЗИП кодът му е 81063, а телефонният му код е 719.